# Dar El Kebdani
Dar El Kebdani (franska: Dar El Kebdani (CR), Dar El Kebdani (Commune Rurale), arabiska: امجاو) är en kommun i Marocko.   Den ligger i provinsen Driouch och regionen Oriental, 300 km öster om huvudstaden Rabat. Antalet invånare är 7 684.